# Центар за заштиту деце, одојчади и омладине
Центар за заштиту деце, одојчади и омладине је институција која обезбеђује деци без родитељског старања негу, старање о здрављу, васпитање и учење различитих социјалних вештина. Поред збрињавања деце без родитељског старања, центар организује и збрињавање самохраних трудница и мајки са децом након порођаја (матерински дом). Непосредно и у сарадњи са центром за социјални рад врши смештај у хранитељске породице, посредује у усвојењу као и у другим облицима помоћи деци, ради решавања њихових животних проблема.
У Београду постоји ова установа у Звечанској улици, основана 1938. године.